# Thomas (Oklahoma)
Thomas é uma cidade localizada no estado norte-americano de Oklahoma, no Condado de Custer.

## Demografia
Segundo o censo norte-americano de 2000, a sua população era de 1238 habitantes.
Em 2006, foi estimada uma população de 1162, um decréscimo de 76 (-6.1%).

## Geografia
De acordo com o United States Census Bureau tem uma área de
3,1 km², dos quais 3,1 km² cobertos por terra e 0,0 km² cobertos por água.

## Localidades na vizinhança
O diagrama seguinte representa as localidades num raio de 28 km ao redor de Thomas.